# Batalla del Frígid
La batalla del Frígid, també anomenada la batalla del Riu Frígid, va tenir lloc entre el 5 i el 6 de setembre del 394, entre l'exèrcit de l'emperador de l'Orient Teodosi I i l'exèrcit de l'usurpador Flavi Eugeni.
La derrota d'Eugeni i del seu comandant, el mestre dels soldats franc Arbogast, va posar l'Imperi sencer a les mans d'un sol emperador per última vegada en la història. La batalla fou l'última temptativa de disputar la cristianització de l'imperi, el seu resultat va decidir el destí del cristianisme en l'Imperi Romà d'Occident.

## Antecedents
El senat romà, majoritàriament pagà, es va anar enfrontant amb els emperadors cristians a Constantinoble i Milà durant més de dues generacions, des que Constantí I el Gran reconegués la fe cristiana i Teodosi I el Gran la convertís en la religió oficial de l'Estat. Els senadors van enviar cartes i van defensar una tornada al paganisme, sovint al·legant la protecció i la bona fortuna que els vells déus romans havien concedit a Roma des dels seus principis com a ciutat estat. Per la seva part, els emperadors cristians van accentuar la primacia del cristianisme, encara que no tots en la mateixa mesura. Aquest xoc entre les dues religions principals del món romà era majoritàriament una discussió acadèmica, sense amenaces de sublevacions armades.
El 15 de maig de 392, l'emperador occidental Valentinià II va ser trobat penjat en la seva residència de Viena, a la Gàl·lia. Valentinià, que en la seva època va demostrar un cert favoritisme per l'arrianisme, havia continuat la política imperial de suprimir les restes paganes per afavorir els interessos cristians. No sorprenentment, aquesta política havia donat lloc a tensions en augment entre l'emperador i els senadors pagans.
Quan l'emperador oriental Teodosi I el Gran va sentir les notícies de la mort de Valentinià II, Arbogast, que era mestre dels soldats i exercia el poder de facto a l'Imperi occidental, li va informar que el jove emperador s'havia suïcidat.
Les tensions entre les dues meitats de l'imperi van créixer durant l'estiu. Arbogast va fer diverses temptatives de dialogar amb Teodosi, però pel que sembla sense èxit i sol arribant en les oïdes del prefecte del pretori oriental Rufí. Les respostes que Arbogast va rebre de Ruf eren inútils. El mateix Teodosi tenia la creença cada vegada major que Valentinià havia estat assassinat, en gran part perquè van convèncer la seva esposa Gal·la que la mort del seu germà va ser causada per traïció.
Per la seva part, Arbogast tenia pocs amics en la cort de l'est. El seu principal aliat era el seu oncle Ricomer, però sofria una malaltia mortal. Semblava cada vegada més probable que en qualsevol moment Teodosi es decidiria sobre si declarar-li la guerra a Arbogast, per la qual cosa aquest va decidir fer el primer moviment.
El 22 d'agost d'aquell any, Arbogast va elevar Flavi Eugeni, magister scriniorum de la cort imperial occidental. Eugeni era un erudit molt respectat en retòrica, i un aspirant millor al tron que el mateix Arbogast. La seva ascensió va ser recolzada per molts dels membres pagans del senat romà. Tanmateix, alguns senadors, principalment Quint Aureli Simmac, estaven inquiets amb aquesta acció.

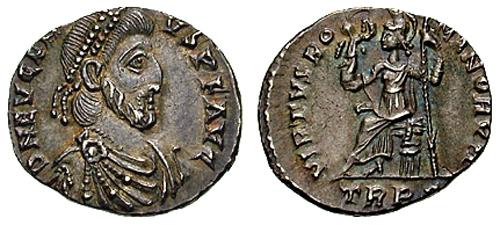
Efígie d'Eugeni en una moneda. El governant d'Occident va caure presoner després de la batalla, va ser executat, i el seu cap passejat pel campament de Teodosi.

Després de la seva elecció com a emperador, Eugeni va situar diversos senadors pagans importants als llocs clau del govern occidental. També va recolzar un moviment pagà, concedint-li reconeixement oficial i restaurant importants temples pagans tals com l'Altar de la Victòria i el temple de Venus i Roma. Aquestes accions es van guanyar la crítiques d'Ambròs de Milà contra Eugeni i van fer poc per redreçar les relacions amb Teodosi.
Com a cristià, Teodosi es va enfurir amb el renaixement pagà que ocorria sota el regnat d'Eugeni. A més estava la mort de Valentinià, que no havia estat resolta. Per si no n'hi hagués prou, Eugeni havia tret tots els oficials civils designats per Teodosi quan ell havia donat la meitat occidental de l'imperi a Valentinià II, de manera que havia perdut el control de l'Imperi Romà occidental.
Quan una ambaixada occidental va arribar a Constantinoble per sol·licitar que Eugeni fos reconegut com l'August occidental, Teodosi es va mantenir neutral, encara que els va rebre amb presents i promeses vagues. Si ja s'havia decidit sobre realitzar una ofensiva contra Eugeni i Arbogast no és clar. Tanmateix, després de declarar al seu fill de dos anys Honori com l'emperador d'Occident el gener de 393, Teodosi finalment va decidir envair l'oest.

## Preparatius de Teodosi
Durant l'any i mig de següent, Teodosi va formar les seves forces per a la invasió.
Els exèrcits orientals es trobaven molt debilitats des de la Batalla d'Adrianòpolis on l'emperador Valent i la major part dels seus homes van morir, va correspondre als generals Estilicó i a Timasi tornar la disciplina a la resta de les legions romanes i reunir forces entre les reserves i reclutaments.
Alhora van enviar a un altre dels consellers de Teodosi, l'eunuc Eutropi, per buscar el consell i la saviesa d'un monjo cristià a la ciutat egípcia de Licópolis. Segons el relat de la reunió descrit per Claudi Claudià i Sozomen, el vell monjo va profetitzar que Teodosi assoliria una victòria costosa però decisiva sobre Eugeni i Arbogast.
L'exèrcit oriental es trobava acampat a l'oest de Constantinoble el maig de 394. Les legions van ser reforçades per nombrosos auxiliars bàrbars que incloïen al voltant de 20.000 visigots federates i forces addicionals d'Hispània i Siriana. El mateix Teodosi en persona va conduir l'exèrcit, i entre els seus comandants hi havia els seus generals Estilicó, Timasi i Bacuri, i el rei dels visigots Alaric.
El seu avenç sobre Pannònia i els Alps Julians va ser sense oposició, i Teodosi i els seus oficials van tenir sospites de la gran facilitat per avançar quan a continuació van descobrir que eren en els extrems orientals dels passos de muntanya. Arbogast va considerar, basant-se en les seves experiències de quan va lluitar contra l'usurpador Magne Màxim a la Gàl·lia, que la millor estratègia era mantenir les seves forces unides per defensar Itàlia, i a tal efecte ell va deixar els passos alpins sense vigilar. Les forces d'Arbogast van consistir principalment en forces franques i galo-romanes, més els seus propis auxiliars gots.
Gràcies a l'estratègia d'Arbogast de mantenir una força sola, relativament cohesionada, l'exèrcit teodosià va aconseguir passar sense pèrdues a través de les muntanyes i va descendir fins a la vall del Riu Frígid proper a Aquileia. Estava en aquesta regió muntanyosa quan es van llançar sobre el campament de l'exèrcit occidental en un pas a prop de l'actual Vipava, Eslovènia, en els primers dies de setembre.

## Batalla
Teodosi va atacar immediatament, sense haver emprès cap reconeixement previ del camp de batalla. Va confiar als seus aliats gots la primera acció, potser esperant delmar les seves files i disminuir la seva amenaça potencial sobre l'imperi. El terrible atac de l'exèrcit oriental va donar lloc a un gran nombre de baixes en ambdós exèrcits, entre elles, el general ibèric (del regne d'Ibèria caucàsica, la futura Geòrgia) Bacuri, comandant de Teodosi.
El final del dia va veure com Eugeni mantenia la defensa de les seves tropes en la seva posició mentre que Arbogast enviava destacaments per tancar els passos de la muntanya darrere de les forces de Teodosi.
Després d'una expectant nit, Teodosi va ser animat per notícies que els homes que Arbogast havia enviat per envoltar-lo a la vall prevista s'havien unit a ell. Animats per aquest episodi favorable, els homes de Teodosi van atacar de nou. Alhora hi va haver una ferotge tempesta (pel que sembla regular a la regió) que va bufar al llarg de la vall orient. Els forts vents van portar núvols de pols a les cares de les tropes occidentals. Encegats pels vents, les línies d'Arbogast es van trencar i Teodosi va obtenir la victòria decisiva com el monjo egipci va profetitzar.
Després de la batalla, Eugeni va ser capturat i portat davant de l'emperador. Les seves súpliques de misericòrdia van ser rebutjades i el van decapitar. Arbogast va escapar de la derrota i va fugir a les muntanyes, però després d'alguns dies, va concloure la seva fugida amb el suïcidi.

## Conseqüències
Va ser una victòria costosa però total per a Teodosi I el Gran, i una derrota total per als pagans. Les províncies occidentals es van sotmetre ràpidament a Teodosi, que es va convertir en l'últim emperador d'un imperi unit.
Possiblement la batalla era l'última temptativa a la desesperada de disputar la cristianització de l'imperi, el seu resultat va decidir el fat del cristianisme en l'Imperi occidental. La batalla està en igualtat amb la batalla del Pont Milvi en importància, perquè va ser vista no només com una victòria d'una guerra civil, sinó a més una justificació del déu cristià i el triomf del cristianisme (dins d'una generació les famílies paganes de l'elit romana donarien fi a qualsevol resistència seriosa contra el cristianisme).
Desafortunadament, la batalla també va accelerar l'enderrocament de l'exèrcit romà a l'oest. Les legions perdien la seva eficàcia a causa de les reorganitzacions i eañ perdre la qualitat del seu entrenament i disciplina, i les pèrdues en la batalla de Frígid van debilitar encara més les legions occidentals la tasca de les quals de defensar l'imperi dels invasors bàrbars era molt més dura que els de l'est. Aquest descens en la capacitat dels soldats romans va significar un augment de la confiança de l'Imperi occidental en els mercenaris bàrbars emprats com federates, que van provar sovint no ser massa fiables.